# Mount Gate
Mount Gate ist ein Berg in Form eines Felsvorsprungs im ostantarktischen Enderbyland. Er ragt 6 km östlich des Mount Cordwell auf.
Das Antarctic Names Committee of Australia benannte ihn nach Keith Gate, Funker auf der Mawson-Station im Jahr 1975 und Mitglied einer Mannschaft der Australian National Antarctic Research Expeditions zur Vermessung des Enderbylands im Jahr 1976.